# بیمارستان تخصصی و فوق تخصصی قلب فاطمه الزهراء بهبهان
بیمارستان تخصصی و فوق تخصصی قلب فاطمه الزهراء بهبهان از سال ۱۳۹۸ به همت دانشکده علوم پزشکی بهبهان و با همکاری خیرین سلامت شهرستان بهبهان ساخت آن شروع شد و در ۱۴۰۱ به بهره برداری رسید. این بیمارستان در ۵ طبقه با مساحت ۴۲۰۰ متر مربع در مجاورت بیمارستان شهیدزاده بهبهان قرار دارد. این بیمارستان تنها بیمارستان تخصصی قلب در استان خوزستان است و نیاز تمام شهرستانهای اطراف و استان را برآورده میکند.

شهرستان بهبهان در حوزه درمان سطح فوق العاده بالایی دارد و بعد از مرکز استان، بدون شک و با اختلاف نسبت به بقیه شهرهای استان رتبه دوم را داراست و از لحاظ تعداد بیمارستان و مراکز درمانی نسبت به جمعیت، جزو پنج شهر برتر ایران است.

## بخش‌های بیمارستان
این بیمارستان بزرگ و فوق تخصصی دارای 5  بخش اورژانس، اورژانس نگهداری، I.C.U، C.C.U و اتاق عمل برای بیماران دارای مشکلات قلبی می‌باشد. 

## معرفی خیر بیمارستان تخصصی و فوق تخصصی قلب فاطمه الزهراء بهبهان
بیمارستان تخصصی و فوق تخصصی قلب فاطمه الزهراء بهبهان به همت خیر سلامت حاج شاکر معرفی ساخته شده است. شاکر معرفی در اقدام بعدی خود با حضور مسئولین شهرستان محمد طلا مظلومی نماینده شهرستان بهبهان و آغاجاری در مجلس شورای اسلامی، دکتر رستم عیدی پور سرپرست فرمانداری بهبهان و دکتر رمضان احدی ریاست دانشکده علوم پزشکی بهبهان، بیمارستان جامع سرطان ام البنین بهبهان را کلنگ زنی کرده و هزینه ساخت این مرکز را به صورت کاملاً خیر ساز با همکاری خیرین سلامت شهرستان بهبهان پذیرفته‌است.